# Cúp quốc gia Wales 1951–52
Cúp quốc gia Wales FAW 1951–52 là mùa giải thứ 65 của giải đấu bóng đá loại trực tiếp hàng năm dành cho các đội bóng ở Wales.

## Từ viết tắt
Tên giải đấu nằm sau tên các câu lạc bộ.
- CCL - Cheshire County League
- FL D3N - Football League Third Division North
- SFL - Southern Football League

## Vòng Năm
Vòng này có sự tham gia của 10 đội thắng ở vòng Bốn và 6 đội mới.
| Số thứ tự trận | Đội nhà          | Tỉ số | Đội khách         |
| -------------- | ---------------- | ----- | ----------------- |
| 1              | Chester (FL D3N) | 3–1   | Bangor City (CCL) |

## Vòng Sáu
| Số thứ tự trận | Đội nhà          | Tỉ số | Đội khách        |
| -------------- | ---------------- | ----- | ---------------- |
| 1              | Wrexham (FL D3N) | 0–0   | Chester (FL D3N) |
| ’‘đá lại’’     | Wrexham (FL D3N) | 2–0   | Chester (FL D3N) |

## Bán kết
Cardiff City và Wrexham thi đấu cả hai trận tại Shrewsbury.
| Số thứ tự trận | Đội nhà          | Tỉ số | Đội khách            |
| -------------- | ---------------- | ----- | -------------------- |
| 1              | Barry Town (SFL) | 1–1   | Rhyl (CCL)           |
| ’‘đá lại’’     | Barry Town (SFL) | 0–1   | Rhyl (CCL)           |
| 2              | Wrexham (FL D3N) | 0–0   | Merthyr Tydfil (SFL) |

## Chung kết
Trận Chung kết diễn ra tại Cardiff.
| Số thứ tự trận | Đội nhà    | Tỉ số | Đội khách            |
| -------------- | ---------- | ----- | -------------------- |
| 1              | Rhyl (CCL) | 4–3   | Merthyr Tydfil (SFL) |